# Shinhidaka
Shinhidaka (japanska: 新ひだか町?, Shinhidaka-chō) är en landskommun (köping) i Hokkaido prefektur i Japan. 
Kommunen skapades 2006 genom en sammanslagning av kommunerna Mitsuishi och Shizunai.